# Crockerella eriphyle
Crockerella eriphyle é uma espécie de gastrópode do gênero Crockerella, pertencente à família Clathurellidae.